# Egil Fjetland
Egil Fjetland (Stavanger, 12 agosto 1962) è un ex calciatore norvegese, di ruolo attaccante.

## Biografia
È il fratello gemello di Jan Fjetland.

## Carriera

### Club
Fjetland giocò per il Vidar, prima di passare al Viking. Esordì nella 1. divisjon in data 30 aprile 1989, schierato titolare nel successo per 4-2 sul Brann: fu autore di una doppietta nel corso della sfida. Il 6 agosto successivo, giocò assieme al fratello Jan nella vittoria per 2-3 sul Vålerengen: per la prima volta, due fratelli giocarono contemporaneamente con la maglia del Viking. Nella stessa stagione, vinse la Coppa di Norvegia 1989. Due anni più tardi, il Viking centrò il primo posto finale nel campionato 1991.

### Nazionale
Ha giocato nelle nazionali giovanili norvegesi Under-16 ed Under-19.